# Kabinda
För andra betydelser, se Kabinda (olika betydelser).

Kabinda, avskilt från resten av Angola.

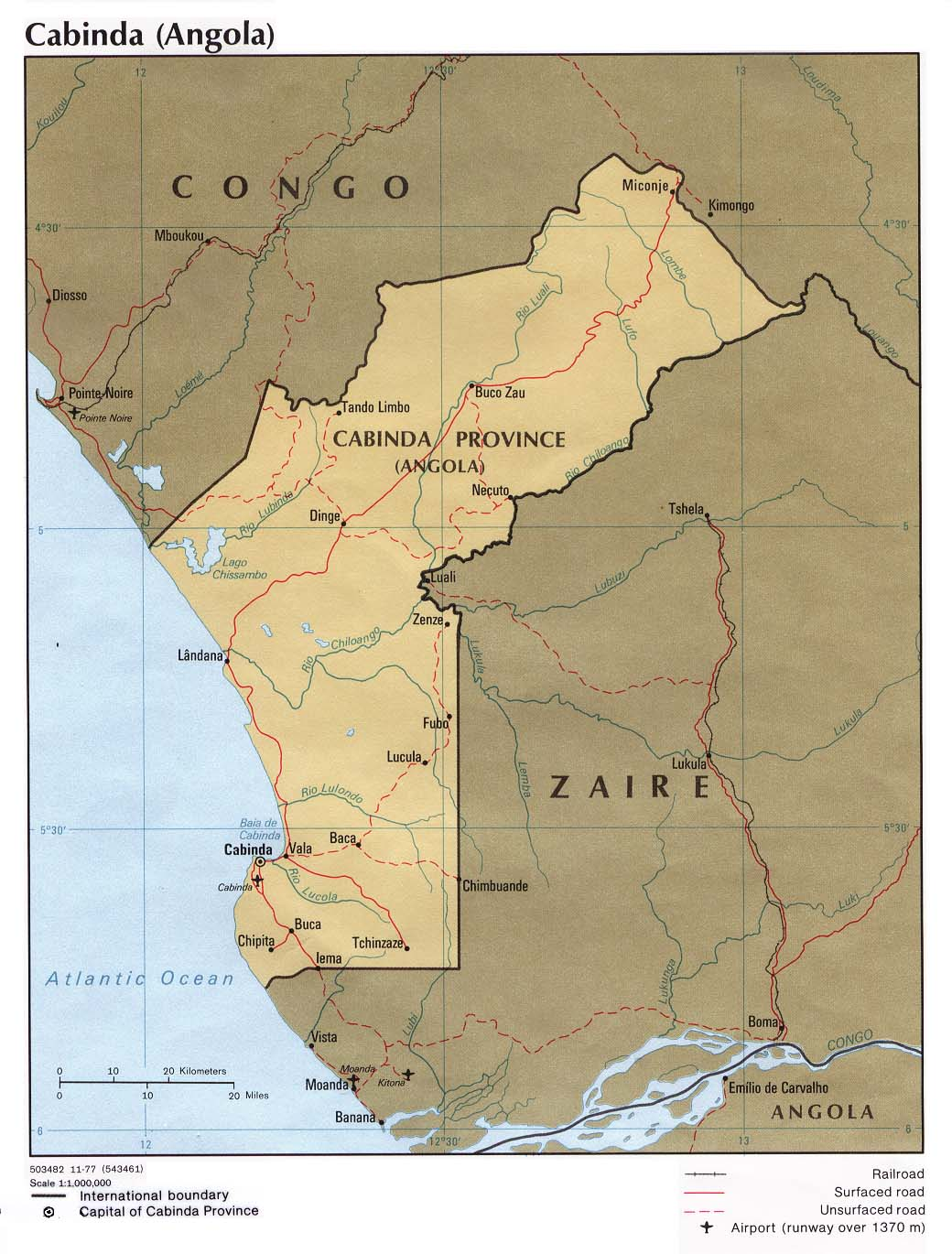
Karta över Kabinda från 1977.

Cabinda, alternativt Kabinda, är en provins i Angola i Västafrika, avskilt från resten av landet av Kongo-Kinshasa som gränsar till provinsen i söder och öster. I norr gränsar Kabinda mot Kongo-Brazzaville och i väster finns Atlanten. Ytan är 7 270 km² och antalet invånare 219 700 (2004)
I Kabinda produceras hårda träslag, palmoljeprodukter, kaffe, kakao och gummi. 1968 började de rika oljeförekomsterna att exploateras och idag sker det mesta av Angolas petroleumproduktion i denna provins.

## Historia
De tidigaste invånarna i regionen var troligen mbutifolk. För omkring 2 000 år sedan, under bantuexpansionen, invandrade odlande, bofasta bantufolk och förde med sig bland annat järnet. Under lång tid fanns ett stort antal småriken i regionen, men i slutet av 1300-talet växte Kongoriket fram som en regional stormakt.
När portugisiska upptäcktsresande, missionärer och handelsmän anlände till Kongoflodens mynning i mitten av 1400-talet så kontrollerade Kongoriket stora delar av regionen genom överhöghet över mindre kungadömen, som Ngoyo, Loango och Kakongo i nuvarande Kabinda.
Portugiser, holländare och engelsmän etablerade efter hand handelsstationer, virkes- och palmoljeproduktion. I takt med den europeiska närvaron tilltog även konflikterna mellan de rivaliserande kolonialmakterna. 
Genom Simulambucofördraget 1885 mellan Portugals kungahus och Kabindas furstar, utropades ett portugisiskt protektorat som garanterade de lokala furstarnas rättigheter och Kabindas självständighet från Angola. Ursprungligen utgjorde Kongofloden en naturlig gräns mellan Kabinda och Angola, men vid Berlinkonferensen 1885, utvidgades Kongostatens område västerut till Kongoflodens mynning i Atlanten. 
Alvorfördraget 1975, stadgade att Kabinda skulle vara en del av Angola, men detta fördrag förkastades av alla politiska krafter i Kabinda. De betraktar dokumentet som ogiltigt och icke bindande eftersom de själva haft minimalt inflytande över dess utformning.

## Befrielserörelser
Exklaven Kabindas befrielsefront (Frente para a Libertação do Enclave de Cabinda, Flec), kontrollerade större delen av exklaven 1975 och etablerade en provisorisk regering, ledd av Henriques Tiago. Den 1 augusti samma år proklamerades Kabindas självständighet från Portugal och Luiz Branque Franque valdes till landets första president. 
Efter Angolas självständighetsdeklaration i november 1975 invaderades Cabinda av angolanska och kubanska styrkor som avsatte landets regering och inlemmade Kabinda i Angola.
Flec har, utan framgång, fortsatt sin politiska och militära kamp för Kabindas befrielse alltsedan ockupationen 1975. Den 8 januari 2010 attackerades Togos landslagsbuss av gerillastyrkor medan de eskorterades av angolanska styrkor genom Kabinda på väg till afrikanska mästerskapet i fotboll. Den assisterande förbundskaptenen, landslagets presschef och busschauffören dog, och flera andra skadades. Togos regering valde efter attacken att skicka hem landslaget då läget bedömdes för riskabelt. 
Generalsekreteraren för Flec, Rodrigues Mingas, tog på sig ansvaret för dådet och sade att hans soldaters avsikt var att attackera säkerhetsvakterna när de passerade Kabinda. ”Attacken var inte riktad mot de togolesiska spelarna utan mot de angoliska styrkorna i fronten av konvojen.” berättade Mingas för TV-kanalen France 24. ”Det var ren slump att kulorna träffade spelarna. Vi har ingenting att göra med togoleserna och framför vår kondoleans till de afrikanska familjerna och den togolesiska staten. Vi kämpar för total självständighet för Kabinda.”
Flec har under årens lopp splittrats i flera olika grupper med olika syn på våldsanvändande som kampform.
I april 1997 blev Kabinda medlem av Unrepresented Nations and Peoples Organisation, en demokratisk internationell organisation bestående av olika minoritetsgrupper och ursprungsbefolkningar, ockuperade länder och territorier med visst självstyre.
En FN-kommission för mänskliga rättigheter i Kabinda rapporterade 2003 att de styrande angolanska MPLA-styrkorna begått många svåra övergrepp på civilbefolkningen. Dessa övergrepp fortsätter enligt rapporter från organisationen Human Rights Watch.

## Fredsavtal
I juli 2006, efter fredsförhandlingar i Kongo-Brazzaville, tillkännagav Antonio Bento Bembe att befrielserörelsen var redo att underteckna ett avtal om vapenvila med Angola i utbyte med löften om någon form av autonomi för Kabinda.
Flec-FAC förklarade att de inte hade gett Bembe något förhandlingsmandat gentemot Angola och att man inte kommer att ge upp motståndskampen förrän man uppnått full självständighet för Kabinda.

## Transport
I Kabinda finns Maria Mambo Café flygplats, varifrån det nationella flygbolaget TAAG Angola Airlines har reguljärflygningar till Luanda samt till Soyo.